# Fernando Sanz y Martínez de Arizala
Fernando Sanz y Martínez de Arizala (conocido como Fernand Sanz; 28 de febrero de 1881-8 de enero de 1925) fue un deportista francés, de origen español, que compitió en ciclismo en la modalidad de pista.
Fue un hijo ilegítimo del rey Alfonso XII con la contralto Elena Sanz. Participó en los Juegos Olímpicos de París 1900 representando a Francia, obteniendo una medalla de plata en la prueba de velocidad individual.

## Medallero internacional
| Juegos Olímpicos | Juegos Olímpicos | Juegos Olímpicos | Juegos Olímpicos     |
| Año              | Lugar            | Medalla          | Competición          |
| ---------------- | ---------------- | ---------------- | -------------------- |
| 1900             | París (Francia)  | Medalla de plata | Velocidad individual |